# Carsten Bergemann
Carsten Bergemann (Bautzen, 24 de enero de 1979) es un deportista alemán que compitió en ciclismo en la modalidad de pista, especialista en la prueba de velocidad por equipos.
Ganó dos medallas en el Campeonato Mundial de Ciclismo en Pista, oro en 2003 y bronce 2002.
Participó en dos Juegos Olímpicos de Verano, ocupando el octavo lugar en Atenas 2004, en el kilómetro contrarreloj, y el quinto en Pekín 2008, en la prueba de keirin.

## Medallero internacional
| Campeonato Mundial | Campeonato Mundial   | Campeonato Mundial | Campeonato Mundial    |
| Año                | Lugar                | Medalla            | Competición           |
| ------------------ | -------------------- | ------------------ | --------------------- |
| 2002               | Ballerup (Dinamarca) | Medalla de bronce  | Velocidad por equipos |
| 2003               | Stuttgart (Alemania) | Medalla de oro     | Velocidad por equipos |